# Реологічні властивості гірських порід
Реологічні властивості гірських порід (рос. реологические свойства горных пород, англ. rheologic properties of rocks; нім. Fliesseigenschaften f pl der Gesteine, rheologische Eigenschaften f pl des Gebirges) ― сукупність властивостей, які визначають здатність гірських порід змінювати у часі напружено-деформований стан в полі дії механічних сил.  
До основних реологічних властивостей гірських порід належать: пружність, пластичність, міцність, в’язкість, повзучість, релаксація напружень.  
Реологічні властивості гірських порід характеризують зміну (зростання) в часі деформацій в гірських породах при постійному напруженні (явище повзучості) або зміну (зменшення) напружень при постійній деформації (явище релаксації). Повзучість і релаксація напружень пов’язані з переходом пружних деформацій в пластичні, незворотні. Прояви реологічних властивостей гірських порід значною мірою залежать від типу породи, вологості, тріщинуватості, т-ри, але вирішальним є рівень напруженого стану. Реологічні властивості гірських порід і їх параметри широко використовуються при дослідженні механічних процесів у масиві гірських порід, в розрахунках при оцінці міцності й стійкості гірничих виробок, бортів кар’єрів, свердловин, ціликів, гірничотехнічних споруд тощо. 